# Jürgen Vollmer
Jürgen Vollmer (11 de julio de 1939, Hamburgo) es un fotógrafo alemán inicialmente conocido por su relación de amistad con The Beatles, en la época inicial de estos en su ciudad natal de Alemania, junto con sus también amigos y fotógrafos Astrid Kirchherr y Klaus Voormann. Posteriormente ha estado principalmente relacionado con el mundo del cine.
Este grupo de fotógrafos alemanes fueron importantes en ese periodo de los Beatles, como el propio Paul McCartney reconoció en el prólogo al libro de imágenes de Vollmer “De Hamburgo a Hollywood” (1997).

## Biografía
Ya en 1961 abandonó su ciudad para dirigirse a París, habiendo desarrollado su carrera principal en el extranjero.
En París trabajó Jürgen inicialmente como asistente de William Klein, encargándose de importantes labores durante sus dos primeras películas, incluyendo la fotografía del cartel de la primera de ellas (Qui êtes-vous, Polly Maggoo ?, de 1966). Entretanto publicaba en prensa reportajes de diferente índole y también trabajó para dos películas de Catherine Deneuve. Desde esa época ha fotografiado gran cantidad de personalidades del mundo del cine y de la cultura, como Romy Schneider, Rudolf Nuréyev, Jeanne Moreau, Gérard Depardieu, Isabelle Adjani y Dirk Bogarde, entre otros.
Una fotografía hecha por Vollmer todavía como estudiante fue usada por John Lennon como portada de su disco solitario Rock ’n’ Roll en 1975, el cual además escribió el prólogo en un libro editado ese mismo año con fotos de la banda. Es considerado el primer fotógrafo que atrapó “el espíritu” de la banda. 
En la década de los 70 Vollmer se desplazó a los Estados Unidos, desarrollando su trabajo en Nueva York hasta los años 90, para desplazarse posteriormente a Los Ángeles. En este tiempo trabajó tanto de fotoperiodista como de director artístico en diferentes publicaciones.
A mediados de la década de los 90 Vollmer regresó a Europa, viviendo tanto en su Hamburgo natal, donde reside actualmente, como en París.